# Sečovce
Sečovce (em húngaro: Gálszécs; ucraniano: Сечівці) é uma cidade da Eslováquia, situada no distrito de Trebišov, na região de Košice. Tem 32,66 km² de área e sua população em 2018 foi estimada em 8.453 habitantes.

## Demografia
| Ano:        | 1994 | 2004   | 2014   | 2024   |
| ----------- | ---- | ------ | ------ | ------ |
| Broj ljudi: | 7348 | 7882   | 8352   | 8538   |
| Razlika:    |      | +7,26% | +5,96% | +2,22% |

| Ano:               | 2023 | 2024   |
| ------------------ | ---- | ------ |
| Número de pessoas: | 8539 | 8538   |
| Diferença:         |      | -0,01% |